# Cirnik, Mirna
Cirnik je naselje v občini Mirna.
Cirnik je vinogradniško naselje zahodno od Mirne na slemenu istoimenskega hriba med zidanicami in vinogradi, nad okljukom rečice Mirne in njenega pritoka Kamnarice. Dostop do vasi je možen po stranski cesti, ki se odcepi od ceste Mirna – Litija pod Migolico. Na zahodu se nahaja položnejši Mlinov hrib z vinogradi in njivami, na severu pa se svet polagoma spušča v gozdnati Drnovec, kjer izvira več voda, med njimi tudi Drnovščica in Križmanca, ki odtekata skozi vlažno travnato dolino Loke v Kamnarico. Naselje je starejše, pod hišami se nahaja nekaj vinogradov (Mežnarjev, Gorjanov, Strahov breg), pod njimi pa so opuščeni trtni nasadi (starine), ki jih poraščata grmovje in slab gozd. Severno pobočje Cirnika, imenovano Grajsko grmovje, porašča kostanjev gozd, ki je nekdaj dajal les za kole v vinogradih. Pri vasi je bila odkrita prazgodovinska naselbina in nekaj gomil.